# Marco Claudio Marcelo (cónsul 51 a. C.)
Marco Claudio Marcelo  fue un político y militar romano de la República romana que ocupó el consulado en el año 51 a. C.
En 63 a. C., durante la conspiración de Lucio Sergio Catilina, presentó ante Cicerón una carta anónima que había recibido, en la que se le recomendaba abandonar la ciudad, contribuyendo así a alertar al cónsul, y a abortar el intento de golpe de Estado.
Edil curul en 56 a. C. junto con Publio Clodio Pulcro. En febrero de este año defendió a Milón, a petición de Cicerón, acusado por Clodio de violencia pública por haber defendido su casa de los ataques de la banda de Clodio. En el 54 a. C. era uno de los seis abogados que defendió a Marco Escauro y a la muerte de Clodio defendió activamente a Milón del cargo de asesinato.
Cónsul en 51 a. C., junto con Servio Sulpicio Rufo. Fue partidario de Pompeyo y la facción de los optimates, proponiendo medidas contra Julio César, que estaba en la Galia. Encontró la oposición de su colega y de algunos tribunos de la plebe, mientras Pompeyo no le dio un apoyo activo, e incluso se negó claramente a la propuesta de Marcelo para la derogación inmediata de la autoridad de César.
Pero con la elección de los nuevos cónsules favorables al partido de Pompeyo, el 30 de septiembre, Marcelo procura una resolución del Senado, de que el debate debía postergarse hasta el 1 de marzo del año siguiente. Después de esto Marcelo no realizó ninguna gestión hasta la expiración de su magistratura.
En el año 50 a. C., ante la eminente ruptura entre Pompeyo y César, intentó moderar a los pompeyanos y urgió en el senado para influir en los tribunos para retirar su oposición a las medidas propuestas por los pompeyanos. A comienzos del 49 a. C. indicó la necesidad de reclutar tropas para estar preparados para el enfrentamiento con César.
Durante la segunda guerra civil, fue uno de los primeros en abandonar Roma y reunirse con Pompeyo en el Epiro. Tras la derrota pompeyana en la batalla de Farsalia, abandona su oposición a Julio César y se retira a un exilio honorable a Mitilene, sin ser molestado, donde se dedica a la retórica y a la filosofía.
Cicerón le pidió regresar asegurándole el perdón de César; su primo Cayo Claudio Marcelo también pidió el perdón a César con el apoyo del senado y el conquistador lo perdonó y lo dejó volver amnistiado y con todos sus antiguos honores restaurados; Cicerón le escribió anunciándoselo, en una carta ahora perdida, pero la respuesta de Marcelo aún se conserva, y se caracteriza por su frialdad.
A pesar de esto, Marcelo inició inmediatamente su retorno en dirección al Pireo donde se entrevistó con su antiguo colega de consulado Servio Sulpicio Rufo (entonces procónsul en Grecia) y allí fue asesinado por uno de sus servidores, Publio Magio Cilón, supuestamente por algún resentimiento privado (aunque se corre el rumor de que seguía instrucciones de César). Sulpicio le hizo funerales con los honores correspondientes, y fue enterrado en la Academia donde los atenienses le erigieron un monumento pagado con dinero público.
Era hermano de Cayo Claudio Marcelo, cónsul en 49 a. C.